# Шляк, Глеб Никодимович
Глеб Никодимович Шляк (22 июня 1918, Томск — 6 января 1998, Новосибирск) — советский и российский тележурналист, руководитель Новосибирской студии телевидения (1959—1984). Заслуженный работник культуры РСФСР (1982).

## Биография
Родился 22 июня 1918 года в Томске в семье железнодорожника. В 1940 году окончил Томский государственный университет (специальность — географ). После учёбы был инженером-геоморфологом Новосибирского аэрогеодезического предприятия Главного управления геодезии и картографии НКВД (июль 1940 — июль 1941), где занимался составлением карт Дальнего Востока в крупном масштабе.
Проходил службу в СибВО (июль 1941 — июль 1946). В 1942 году находился на фронте с маршевым батальоном близ Ельца. В боевых действиях не участвовал.
С января 1945 года — член ВКП(б). С 1946 по 1955 год — лектор, заведующий отделом пропаганды, секретарь, второй секретарь Бердского горкома ВКП(б) — КПСС.
В сентябре 1955 года назначен заместителем заведующего отделом пропаганды и агитации обкома КПСС (Новосибирск), в это же время работал ответственным редактором в журнале «Блокнот агитатора».
С декабря 1959 по 13 ноября 1984 года руководил Новосибирской студией телевидения. Принимал участие в создании популярных передач. В свой рабочий коллектив приглагашал писателей, журналистов и других представителей творческого сообщества Новосибирска.
Занимал должность заместителя председателя Комитета по радиовещанию и телевидению при облисполкоме. Был дважды депутатом Кировского райсовета Новосибирска. 27 июня 1984 года вышел на пенсию.
Умер 6 января 1998 года в Новосибирске. Похоронен на Южном кладбище Новосибирска (квартал У).

## Награды
13 апреля 1976 года удостоен ордена Трудового Красного Знамени, 7 апреля 1982 года — звания Заслуженного работника культуры РСФСР.